# Olga Miranda

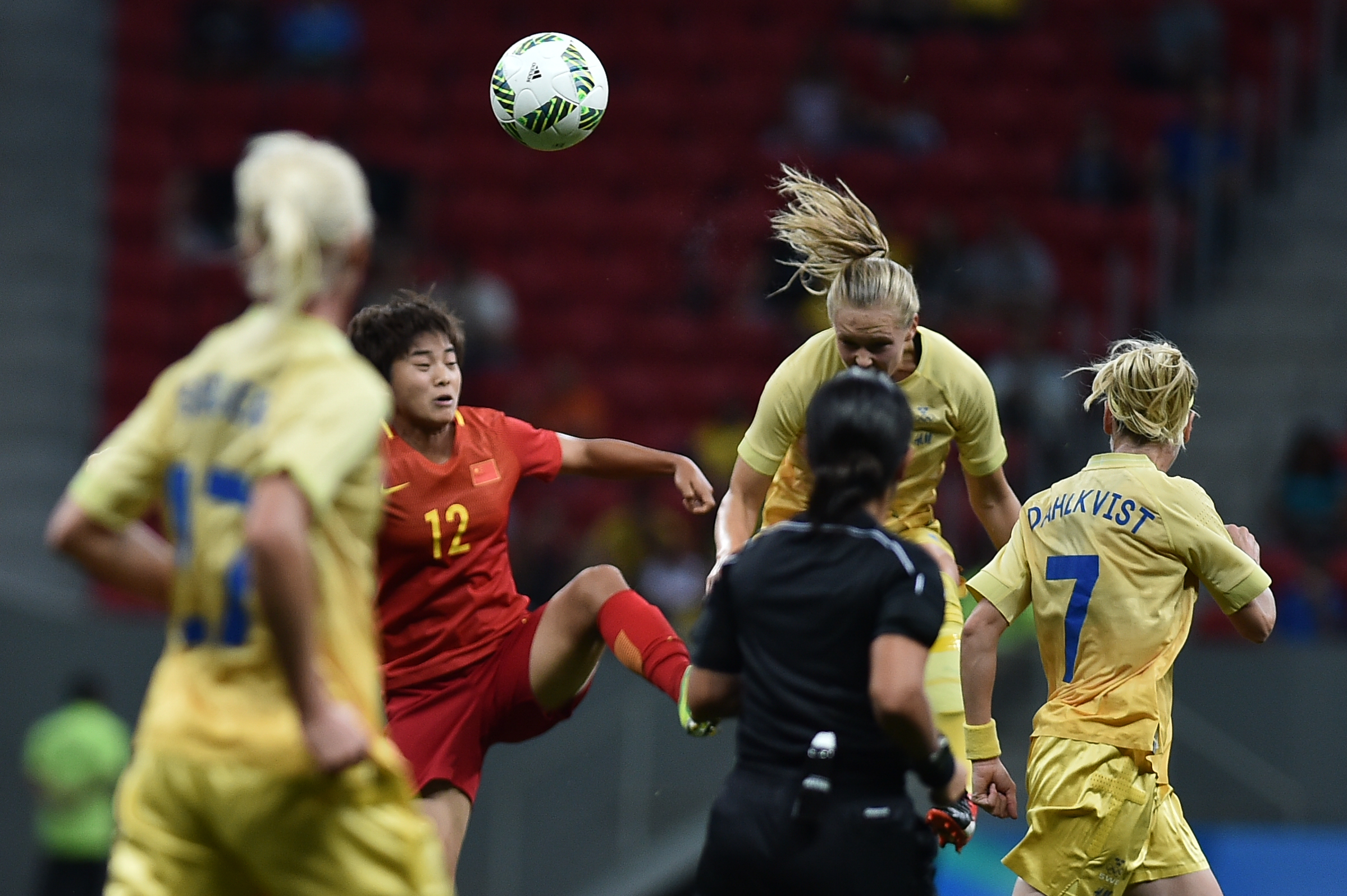
Olga Miranda (von hinten) beim olympischen Fußballturnier 2016

Olga Marilin Miranda Villarreal (* 31. Mai 1982) ist eine paraguayische Fußballschiedsrichterin.
Von 2012 bis 2019 stand Miranda auf der Liste der FIFA-Schiedsrichter und leitete internationale Fußballspiele.
Bei der Copa Libertadores Femenina 2014 in Brasilien pfiff Miranda zwei Spiele.
Miranda wurde für die Weltmeisterschaft 2015 in Kanada nominiert, wurde jedoch dort nur als Vierte Offizielle eingesetzt.
Beim olympischen Frauenfußballturnier 2016 in Rio de Janeiro leitete Miranda zwei Spiele in der Gruppenphase.
Zudem leitete sie drei Partien bei der Copa América 2018 in Chile.